# La Custodia
La Custòdia és un jaciment protohistòric situat en el paratge homònim al terme municipal de Viana, a Navarra, a 1,5 km d'aquesta ciutat. El seu substrat arqueològic inclou restes que abasten extensos períodes -aproximadament 2.000 anys- des del Paleolític, edat del bronze, i del ferro I i II, fins als començaments de la romanització de la península Ibèrica i té una extensió d'unes 12,5 hectàrees, una gran ciutat per a l'època.
El conjunt arqueològic es completa amb les restes del llogaret proper lloc denominat Monte Cantabria, de Logronyo, que podrien correspondre al castre defensiu d'aquesta ciutat i segurament al seu port fluvial anterior al romà, ja que l'Ebre era navegable de Tortosa fins a Varia almenys fins al segle xi.
Estrabó la cita amb el nom de Varia, els habitants de la qual eren berons, que eren ibers; i Titus Livi com Vareia, la ciutat més poderosa de la zona. Es considera que la Varia que cita Estrabó correspon a la ciutat celtibera que encunyà moneda amb la llegenda Uarakos, que era el gentilici dels seus habitants i conté l'arrel del nom autòcton de la ciutat.
No s'ha de confondre amb la Vareia romana, restes arqueològiques sota el barri de Logronyo de Varea, que és un jaciment molt proper a aquest, però d'origen netament romà i on no hi ha vestigis d'una època anterior. Segurament en ser destruïda una ciutat, se'n fundà una altra a la qual els seus habitants li mantingueren el nom, tot i que aquesta probabilitat encara s'està debatent.
A hores d'ara el jaciment està protegit per les lleis sobre el patrimoni arqueològic navarrés.

arèvacs
pelendons
berons
bels
tittus
lobetans
lusons

## Descripció del jaciment
El jaciment és a 1,5 km de Viana, en una petita mola a uns 400 msnm en la conjunció de dos rierols a la part sud. A banda i banda del turó no queden restes de murs visibles, més aviat uns ribassos d'uns 10 a 15 m de desnivell sobre la riba dels riuets. A la part nord aquest desnivell se suavitza.

## Vareia dels berons
Els orígens de Vareia se situen en el que és hui el jaciment de la Custodia, encara que altres dades apunten que el turó de la muntanya de Cantàbria, distant a una hora de camí, fos l'origen de la futura Vareia romana. També podria ser que La Custodia en fos la ciutat principal, i el mont de Cantàbria la seua fortalesa.

## Recerques arqueològiques
Al juliol del 1973, l'equip d'arqueòlegs dirigit per Amparo Castiella excavaren en dues zones del jaciment, per tal de datar la ceràmica que aflorava durant els treballs agrícoles. Les conclusions indiquen que la zona més al sud del jaciment pot datar de l'edat del ferro I i que la zona nord és del ferro II. S'hi veié sota la terra de labor, un estrat de cendres sota la capa de tova i ceràmica, i això dona a entendre que el poblat fou destruït per un incendi.
A la fi de 2017 i començaments de 2018 s'hi feren prospeccions amb gradiòmetre magnètic i georadar: aparegueren interessants indicis de la ciutat que resta oculta a poca fondària, i deixa endevinar l'estructura urbana de la ciutat berona. La UNED publicà l'estudi realitzat com a primer projecte de recerca i protecció del paisatge cultural bimil·lenari i excepcional de La Custodia.

## Restes i troballes

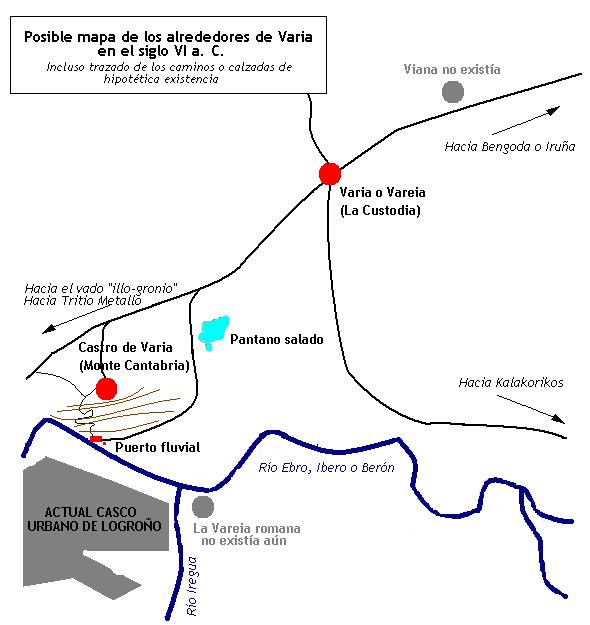
Possible mapa dels voltants de Varia al segle VI a. C.

Mapa ubicación Varia.JPG

### Tésseres d'hospitalitat
Al jaciment s'han trobat sis tésseres d'hospitalitat amb els primers texts escrits coneguts de Navarra. Les estudià el prestigiós lingüista alemany Jürgen Untermann. Quatre en semblen esmentar antropònims escrits en caràcters ibèrics, en el que sembla ser una llengua molt propera a la celtibera.

### Monedes
Al jaciment s'han recollit fins a l'any 2000 cent trenta-nou monedes amb inscripcions ibèriques, i quatre amb caràcters llatins. Molts altres exemplars poden haver estat il·legalment espoliats utilitzant detectors de metalls, sobretot en les dues darreres dècades del segle xx. Rastrejant en internet se'n troben molts exemplars de col·leccions privades, i fins i tot posats a la venda, de les seques que ací se citen, i presentats per personatges que no disten 200 km a la redona del jaciment.

#### Uarakos
Al jaciment de la Custodia se'n trobaren sis d'un total de vint-i-dos exemplars coneguts d'aquesta seca. A més de la moneda, Uarakos també pot considerar-se el nom de la ciutat que degué ser la capital dels berons cèltics i aliada de Pompeu durant la Guerra de Sertori, per això fou atacada i destruïda per Sertori.
De la lectura de la descripció que Titus Livi fa de la Guerra de Sertori, es desprèn que va atacar Vareia, ciutat que cita com la més important de la zona. Alguns autors situen aquest enclavament al marge esquerre de l'Ebre, uns altres al marge dret. Estrabó cita la polis dels berons com a Varia, situada al costat del "pas del riu". En el relat de la Guerra de Sertori, l'exèrcit romà es dirigeix a Varea després d'acampar prop de Calahorra. Després creua un riu sobre el qual construeix un pont. El dubte que suscita és quin riu creua, si l'Ebre o el Cidacos, en el seu camí cap a Varea.
Urbano Espinosa estudià el jaciment de Varea, en l'actual barri de Logronyo homònim, i no en trobà cap substrat anterior al romà. Proposa, doncs, que la Vareia berona cal cercar-la en una altra banda, no llunyana, que podria ser La Custodia.

#### Barskuns
El volum de troballes de moneda (52 exemplars) suposen trenta-sis asos i setze denaris en aquesta seca. La hipòtesi que sosté J. J. Cepeda és que la seca de barskuns podria situar-se a La Custodia. En els relats sobre la Guerra de Sertori, no es concreta on és la ciutat de Vareia, però es presuposa que, al marge esquerre de l'Ebre, tot el territori és vascó, sota el domini de Pompeu.
Igual que alguns poden situar la seca Barscuns a Rocaforte-Sangüesa, per ser el punt d'entrada des de l'est a la terra dels vascons; La Custodia-Viana n'és el punt d'entrada per l'oest.
Alguns estudis consideren el poble beró com àgraf, amb l'excepció dels texts trobats en les tésseres de La Custodia, tret que aquest jaciment no corresponga a aquesta ètnia,
sinó a una ciutat vascona relacionada.
Isabel Rodríguez Casanova proposa que el centre de difusió d'aquestes monedes es trobava a la ciutat d'aquest jaciment.
Per a García-Bellido i Cruces, Benkota (seca de barskuns) no pot ser a Pamplona, per la qual cosa la situa a La Custodia basant-se en la quantitat de troballes d'aquesta moneda al jaciment.
També J. J. Sayas sosté que La Custodia podria amagar la seca de barskuns.
També posa en dubte que Pamplona tingués l'entitat suficient per ser l'emissora d'aquesta moneda
abans de l'arribada de Pompeu.
La majoria d'estudiosos de La Custodia (Juan Cruz Labeaga, Urbano Espinosa i Javier Armendáriz entre altres) atribueixen aquest lloc a la seca Uarakos i, per tant, la descarten.
Una nova tesi doctoral sobre La seca de Baskuns, obra de Francesco Vittorio Stefanelli, de la Universitat de València publicada al 2017, proposa en les seues conclusions situar aquesta seca a La Custodia.

#### Altres seques i monedes
- Areikoratikos: seca atribuïda al poble sorià d'Agreda. S'hi han recollit tres asos. Vegeu-ne imatge en areikoratikos.
- Bolskan: es trobaren setze asos de la seca atribuïda a Osca en territori dels suessetans. Vegeu-ne imatge en bolskan.
- Sekaisa: quatre exemplars d'as, de la seca propera a Calataiud. Vegeu-ne imatge en sekaisa.
- Sekobirikes: un important nombre d'exemplars, dotze asos, i dèsset denaris d'aquesta seca arevaca atribuïda a la localitat burgalesa de Pinilla de Trasmonte. Vegeu-ne imatge en sekobirikes.
- Altres seques amb caràcters ibèrics: també es replegaren altres quantitats menors de moneda de fins a 12 seques diferents.
- Monedes romanes: dos exemplars són de l'època republicana, i altres dos de la seca de Calahorra.

### Fíbules
Amb el nom de fíbula es denomina tota mena de peces metàl·liques emprades en l'antiguitat per a unir o subjectar alguna de les peces del vestit, ja que no es feren servir botons fins a molt entrada l'edat mitjana.
Al jaciment vianés s'han recollit fins a 46 fíbules anulars ibèriques. Destaquen les del tipus de nau amb 25 exemplars. Amb reserves sobre la cronologia per manca de referències respecte a l'estrat on es trobaven perquè es replegaren en superfície, poden situar-se temporalment des de finals del segle iii aC fins a l'any 75 ae per comparació amb altres jaciments.
Cal destacar la importància del nombre total d'exemplars recuperats, respecte al total de fíbules semblants recollides en altres jaciments, que rondarien les 360 disseminades en 50 jaciments.

## Límits entre ètnies

Ètnies a l'alt Ebre El territori dels vascons, berons i pobles veïns segons les fonts posteriors a la finalització de la Guerra de Sertori, fins a finals del s. I

Sembla que l'alt Ega era territori dels vàrduls, i que el marge dret de l'Ebre correspon als berons, almenys fins a l'altura de Calahorra, ciutat que Titus Livi s'absté d'assignar a cap poble.
Tradicionalment s'ha situat a la vall de l'Ega la separació entre berons i vascons com a límit oriental al nord de l'Ebre. En estudis més recents, però, Javier Armendariz situa Curnonium a Els Arcs, com a ciutat vascona, i trasllada la frontera oriental dels berons al riu Linares.
Com diu Armendariz, "el límit entre berons i vascons, com el de quasi totes les fronteres ètniques de l'antiguitat, no són sinó creacions exògenes més que realitats físiques i límits estancs, és difícilment perceptible, doncs a priori no s'identifiquen grans diferències ni en la cultura material ni en el model de poblament...".

## Excavacions
Les importants restes d'aquest jaciment són majoritàriament resultat de replega d'objectes després de labors agrícoles de fondària, (plantació de vinyes), la qual cosa fa que les restes recuperades apareguen descontextualitzades del seu estrat temporal.
Al 2018 es practicà una petita excavació en el vall que provoca el pas de la carretera, i hi aparegué el pis d'un carrer i restes de construccions, així com estrats d'incendi clarament apreciables; els treballs s'han repetit en campanyes posteriors.

## Present i futur del jaciment
L'any 1991 durant la redacció de les Normes Subsidiàries de Viana, s'aprovà una normativa específica per als jaciments situats al terme municipal. N'inclou directrius com l'adquisició o permuta de terrenys en favor de l'ajuntament, prohibició de construccions o labors d'extracció de graves o aprofitaments llenyosos.
El jaciment està protegit per les lleis sobre el patrimoni arqueològic de Navarra:
Ordre Foral 62/1994, de 2 de març de 1994. BON de 28 de març de 1994.
El DECRET FORAL, 218/1986, de 3 d'octubre regula la concessió de llicències per a excavacions i prospeccions navarreses.
El 1r Pla Triennal de Patrimoni Cultural del govern de Navarra considera l'elaboració de plans directors dels jaciments amb major potencial arqueològic a Navarra. Entre aquests, la ciutat celtibera de La Custodia, a Viana.